# Castello di Stachilagi
Il castello di Stachilagi si trova nella parte sud-occidentale del territorio comunale di Manciano, ad est del borgo di Marsiliana d'Albegna, sulla sommità di una collina che domina la valle del torrente Elsa.

## Storia
Il castello sorse nel corso del Duecento presso la preesistente Abbazia della Selva con attiguo monastero risalenti alla metà del XII secolo, ma opere di fortificazione dovevano preesistere se con il nome di Castrum Elsae il complesso rientrava tra i possedimenti dell'abbazia delle Tre Fontane di Roma cui fu donata da Gregorio VII nella seconda metà del secolo XI e che con Orbetello ed altre località limitrofe fu concessa in feudo alla famiglia Aldobrandeschi.
Nel corso del Trecento il luogo venne occupato dai Baschi, che lo sottomisero ad Orvieto fino agli inizi del secolo successivo: nei primi anni del Quattrocento, l'intero complesso entrò a far parte della Repubblica di Siena.
L'abbazia e il castello rimasero sotto il controllo dei Senesi fino alla metà del Cinquecento, epoca in cui la definitiva caduta della Repubblica di Siena determinò l'annessione della zona al Granducato di Toscana.
Sotto il dominio mediceo, l'intero complesso iniziò a perdere l'importanza e il prestigio che aveva assunto nel corso delle epoche passate; la conseguenza fu un graduale abbandono sia del castello che del complesso religioso attiguo.

## Descrizione
Il castello di Stachilagi, immerso in una foltissima vegetazione, si presenta sotto forma di imponenti ruderi, con strutture murarie in pietra.
La torre si presenta a sezione quadrangolare, con basamento a scarpa, pareti esterne rivestite in mattoni e una porta di accesso sormontata da un arco ribassato.
I resti dell'antica abbazia della Selva si trovano sul pianoro che si estende a nord della torre. Dall'analisi dei resti archeologici, la chiesa doveva essere a navata unica, munita di abside e con strutture murarie in pietra maggiormente curate rispetto a quelle del castello.